# (74474) 1999 CL60
(74474) 1999 CL60 – planetoida z pasa głównego asteroid okrążająca Słońce w ciągu 5,45 lat w średniej odległości 3,1 j.a. Odkryta 12 lutego 1999 roku.